# His Dark Materials
His Dark Materials (Fronteiras do Universo no Brasil; Mundos Paralelos em Portugal) é uma série literária de fantasia e ficção científica escrita pelo autor britânico Philip Pullman e que compreende a trilogia formada pelos livros Northern Lights (A Bússola de OuroBR / Os Reinos do NortePT) (1995), The Subtle Knife (A Faca SutilBR / A Torre dos AnjosPT) (1997) e The Amber Spyglass (A Luneta ÂmbarBR / O Telescópio de ÂmbarPT) (2000). A série segue o amadurecimento de duas crianças, Lyra Belacqua e Will Parry, em sua jornada por uma série de universos paralelos com um pano de fundo de eventos épicos.
A história envolve elementos de fantasia, como feiticeiras, ursos-polares falantes e daemons, enquanto emprega conceitos e ideias de uma ampla gama de campos, como a física, a filosofia e a teologia. Parcialmente inspirada no poema Paraíso Perdido, de John Milton, a trilogia faz uma reinterpretação do tema da queda da humanidade e foi alvo de controvérsia por conta de seus aspectos de crítica à religião.
Em 2017, foi publicado La Belle Sauvage, o primeiro livro de uma nova trilogia intitulada The Book of Dust (O Livro das SombrasBR / O Livro do PóPT), que serve de prequela aos eventos da trilogia original; The Secret Commonwealth (A Comunidade SecretaBR / A Aliança SecretaPT), o segundo livro da nova trilogia, foi publicado em 2019 e é já uma sequela da trilogia His Dark Materials.
Para além da trilogia original, Pullman publicou algumas histórias que servem de apoio e complemento à série. Até ao momento foram publicados cinco livros que se passam no mesmo universo de Fronteiras do Universo: Lyra's Oxford (A Oxford de LyraBR) (2003), Once Upon a Time in the North (2008) e Serpentine (2020). Em 2014, Pullman publicou uma história em livro audiolivro, narrada por Bill Nighy, e publicada em livro em 2022 sob o título The Collectors. Também em 2022 foi publicado o livro The Imagination Chamber: Cosmic Rays from Lyra's Universe com pequenos excertos e momentos passados no universo de His Dark Materials.
Uma adaptação cinematográfica do primeiro livro da série, Northern Lights, foi produzida pela New Line Cinema e lançada em 2007 com o mesmo nome utilizado para o título do livro nos Estados Unidos da América, The Golden Compass. Em novembro de 2015, o canal BBC One, em parceria com a New Line Productions e a Bad Wolf, anunciou a produção de uma série de televisão baseada na trilogia, que estreou em 2019.

## Ambientação
A trilogia tem lugar através de um multiverso, deslocando-se entre muitos mundos alternativos. Em A Bússola de Ouro, a história tem lugar em um mundo com algumas semelhanças com o nosso, de estilo similar à era vitoriana, onde a tecnologia não tinha evoluído para construir automóveis ou aviões, sendo os zepelins um notável meio de transporte. Pullman utiliza a retórica para dar a entender que no mundo de Fronteiras do Universo as diversas igrejas cristãs, dentre elas a Igreja Católica, Ortodoxa e as demais Igrejas Protestantes se fundiram: por exemplo, João Calvino, um dos mais notáveis reformadores protestantes, foi no mundo da série um Papa. A Igreja (frequentemente chamada de Magisterium) controla todo o mundo ocidental e provavelmente o oriente também.
Um aspecto distintivo na história de Pullman vem de seu conceito de Daemon. Em vários universos, a partir do nascimento, a alma humana se manifesta ao longo da vida como um animal que sempre fica perto de seu homólogo humano. Daemons normalmente só falam com seus seres humanos, mas podem se comunicar com outros seres humanos e daemons autonomamente. Durante a infância, o daemon pode mudar a sua forma para qualquer animal que desejar, mas na adolescência ele se fixa em uma única forma. A forma final revela a verdadeira natureza da pessoa e personalidade, o que implica que esta está estabilizada depois da adolescência.
O universo de Fronteiras do Universo tem interessante tecnologia; à primeira vista, parece consideravelmente atrás do nosso próprio mundo, mas, em certos domínios,  é igual ou ultrapassa nossa. Por exemplo, ressalta que no mundo de Lyra tem-se conhecimento tanto da metafísica, como da física quântica. Em A Luneta Âmbar, usando uma amostra de DNA, uma pessoa  pode acompanhar outra de qualquer universo e perturbar o tecido do espaço-tempo para formar um profundo abismo no nada, forçando o alvo a sofrer um destino muito pior do que a morte normal.

## Livros principais

### A Bússola de OuroBR/Os Reinos do NortePT
Lyra Belacqua é uma garota de 12 anos que foi criada por catedráticos na tranquila cidade universitária de Oxford, na Inglaterra. Lá, crianças começam a desaparecer misteriosamente, sequestradas por misteriosas pessoas que são chamadas de gobblers.
Após conhecer a Sra. Coulter, uma importante e influente mulher, Lyra deixa a universidade para viver e aprender com ela, e parte com um objeto em suas mãos: o aletiômetro (a própria bússola; antiguidade raríssima capaz de dizer a verdade). Mas após descobrir que a Sra. Coulter comanda os gobblers, Lyra foge e inicia sua jornada as terras gélidas do Pólo Norte com os Gípcios, e acaba encontrando ursos de armadura, bruxas, aeróstatas, exploradores, e crianças que serão usadas em experimentos maléficos se Lyra não fizer alguma coisa para ajudá-las.

### A Faca SutilBR/A Torre dos AnjosPT
Will Parry é um garoto de doze anos comum que vive com sua mãe (que sofre de problemas mentais) em Winchester. Quando (acidentalmente) mata um homem, ele decide fugir para Oxford e procurar o paradeiro do pai.
Desolado e sem ter para onde ir, ele segue os passos de uma gata e acaba encontrando uma "janela" no ar que dá para outro mundo. Lá ele conhece Lyra, e logo eles descobrem haver uma estranha ligação entre si, de modo que Will só poderá encontrar seu pai com a ajuda de Lyra.
De modo que eles se juntam e começam a procurar por pistas do paradeiro do pai de Will, enquanto resolvem, ao mesmo tempo, a incógnita deixada pelo primeiro livro: O que é o Pó?

### A Luneta ÂmbarBR/O Telescópio de ÂmbarPT
Will está decidido a encontrar Lyra, que foi seqüestrada no final de A Faca Sutil. Contando com a ajuda de dois anjos, Will segue até as montanhas do Himalaia, onde resgata Lyra de seu cativeiro. Durante o resgate, porém, ele acaba quebrando a faca sutil, que posteriormente é consertada por Iorek.
Logo depois, Lyra (motivada por um sonho que tivera enquanto fora mantida adormecida no cativeiro) e Will seguem até o último dos mundos, onde conseguem falar com Roger e descobrem o verdadeiro mundo dos mortos, sendo muito diferente daquele apresentado pela Bíblia.

## Livros derivados
Dois livros derivados da trilogia foram escritos por Pullman e publicados em 2003 e 2008, respectivamente. O autor anunciou mais um spin-off e uma nova trilogia nomeada The Book of Dust (O Livro das SombrasBR / O Livro do PóPT) já contém dois volumes publicados: La Belle Sauvage, de 2017 e A Comunidade SecretaBR / A Aliança SecretaPT, lançado em 2020.

### A Oxford de LyraBR
Lançado em 2003, a história se passa dois anos após o término de The Amber Spyglass, contando a história de Lyra e Pantalaimon na tentativa de ajudar o dimon Ragi, que acharam lutando contra uma revoada de estorninhos, e sua companheira de viagem Yelena Pazhets, procurando um antigo alquimista chamado Sebastian Fazpaz que pode ter a cura para uma rara doença que os aflige.

### Once Upon a Time in the North
Lançado em 2008, é um pequeno prelúdio de Fronteiras do Universo focado em Lee Scobery e Iorek Byrnison. O livro narra como os dois personagens se conheceram e passaram a ser amigos. Este é o único livro relacionado nunca publicado no Brasil.

### O Livro das SombrasBR/O Livro do PóPT
O Livro das Sombras é a nova trilogia de Philip Pullman, anunciada pelo autor há anos. Nesta nova aventura, que começa com La Belle Sauvage, o autor conta a história de Lyra antes, durante e depois dos eventos de Fronteiras do Universo, numa aventura eletrizante envolvendo daemons, aletiômetros, o Magisterium e, claro, o Pó.
Apesar de ser uma história diferente, os fãs de Fronteiras do Universo vão reconhecer muito do mundo e dos personagens que povoam La Belle Sauvage. Enquanto o protagonista, Malcolm, se envolve em uma assustadora aventura para tentar salvar a pequena Lyra das garras do Magisterium, outros mistérios e vilões surgem para complementar a trama que já conhecemos tão bem.
“Sempre quis contar a história de como Lyra acabou morando na Faculdade Jordan. Este livro e o próximo cobrem dois momentos da vida dela: partindo bem do início e retornando vinte anos depois. Quanto ao terceiro livro, ainda é segredo.” – Phillip Pullman

## Personagens principais

### Lyra Belacqua
Lyra Belacqua recebeu o título de Língua Mágica do Rei dos ursos Iorek Byrnison. É uma menina que habita um universo paralelo ao nosso. Ela é filha de Lorde Asriel e Marisa Coulter. Cresceu na Faculdade Jordan, Oxford, mas teve que entrar em uma guerra cósmica entre os anjos rebeldes e A Autoridade. Ela consegue ler o aletiômetro (ela é uma aletiômetrista). No terceiro livro da saga, um amor proibido desperta dentro dela para com Will que corresponde aos seus sentimentos. No entanto, como nasceram em mundos diferentes estão condenados a nunca poderem ficar verdadeiramente juntos e por isso são obrigados a desistir da sua própria felicidade.

### Will Parry
Will Parry é o filho de John Parry, um explorador, e Elaine Parry, uma mulher que sofre de problemas mentais incluindo transtorno obsessivo-compulsivo e esquizofrenia. Will se torna a companhia e eventualmente o namorado de Lyra, e também o portador da Faca Sutil depois de vencer um luta na Torre Degli Angeli, em que perde dois dedos de sua mão. Apaixona-se por Lyra e esta por ele, no entanto o amor deles é impossível, por terem nascido em universos diferentes e são obrigados a se separarem.

### Lorde Asriel
Lorde Asriel é um membro da aristocracia inglesa em um universo paralelo dominado pela igreja. É o pai de Lyra depois de seu relacionamento amoroso com Marisa Coulter. No 3º livro, comandou um exército que lutou contra a Autoridade.

### Marisa Coulter
Marisa Coulter é a dirigente de um facção da igreja chama Conselho Geral de Oblação (também conhecido como "Gobblers" entre os Gípcios e os meninos de rua). Sobre o controle da Sra. Coulter, o Conselho Geral de Oblação seqüestra as crianças para usá-las como "ratos de laboratório" para seus experimentos em Bolvangar. O Conselho Geral de Oblação acha que se cortarem o daemon de uma criança ela será prevenida do pecado. Ela é a verdadeira mãe de Lyra e seu relacionamento amoroso com Lorde Asriel.

## Controvérsias
His Dark Materials tem ocasionado controvérsias, principalmente entre alguns grupos cristãos.
Pullman manifestou surpresa sobre o que ele encara como um baixo nível de críticas por His Dark Materials por motivos religiosos, dizendo "Eu tenho sido surpreendido pela forma como eu há poucas críticas. Harry Potter, tem recebido todas as críticas… Entretanto, eu fui direto ao ponto, dizendo coisas que são muito mais subversivas do que qualquer coisa que o pobre Harry disse. Meus livros são sobre matar Deus".
Alguns dos personagens de His Dark Materials criticam a religião institucionalizada. Ruta Skadi, uma feiticeira e amiga de Lyra, convoca pessoas para a guerra contra o Magisterium dizendo que "Na história [as Igrejas]… tentaram suprimir e controlar todos os impulsos naturais. E quando não pode controlá-los, eles os cortavam" (alusão à castração). Skadi depois estende as críticas à toda religião: "Isso é o que a Igreja faz, e cada igreja é a mesma: controla, destrói, oblitera todo bom sentimento". Nesta parte do livro, as feiticeiras fizeram referência à forma como são tratadas criminalmente pela igreja em seus mundos. Mary Malone, uma dos principais personagens da série, afirma que "… a religião cristã é um erro muito poderoso e convincente". Anteriormente uma freira católica, ela desistiu de seus votos quando se apaixonou, duvidando então de sua fé. Pullman já avisou, no entanto, que os pontos de vista expressos no livro não são os seus, dizendo de Malone: "Mary é uma personagem de um livro. Mary não sou eu. É uma história, e não um tratado, um sermão ou um trabalho de filosofia".
Pullman retrata a vida após a morte de modo muito diferente do conceito cristão de paraíso e inferno: no terceiro livro, The Amber Spyglass, o pós-vida é um submundo desolador, semelhante à visão grega, aonde harpias atormentam as pessoas sussurrando-lhes nos ouvidos seus erros cometidos em vida. A "Autoridade" de Pullman é considerado Deus, sendo o primeiro anjo a ter surgido a partir do Pó. Pullman torna explícito que a Autoridade não criou o mundo, e sua trilogia não especula sobre quem ou o que poderia tê-lo feito. Os membros da Igreja são geralmente apresentado como zelotas.
Cynthia Grenier, da cultura católica, disse: "No mundo de Pullman, o próprio Deus (a Autoridade) é um implacável tirano". "Sua Igreja é um instrumento de opressão, e o verdadeiro heroísmo consiste em derrubar os dois". William A. Donohue, da Liga Católica, descreveu a trilogia como "ateísmo para crianças".
Pullman, no entanto, encontrou o apoio de alguns outros cristãos, sobretudo de Rowan Williams, o Arcebispo de Cantuária (chefe espiritual da Igreja Anglicana), que afirma que os ataques de Pullman incidem sobre as limitações e os perigos do dogmatismo e do uso da religião para oprimir, e não no cristianismo em si.

## Título
O título da série, "His Dark Materials", é uma citação de John Milton em Paraíso Perdido, livro 2:
"His dark materials to create more Worlds" - "Seus materiais escuros para criar mais Mundos"
Philip Pullman anteriormente tinha proposto a série o nome "The Golden Compasses". Esse termo também é tomado de Paraíso Perdido, onde ele se refere ao pó, "compassos", com qual Deus moldou o mundo, uma ideia também retratada na pintura de William Blake, O Eterno, outra inspiração para a série.

## Adaptação para o cinema
Em 2002, a New Line Cinema comprou os direitos autorais da série e iniciou a adaptação do primeiro livro. O resultado foi o filme The Golden Compass (no Brasil, A Bússola de Ouro), lançado em 2007. O filme é uma adaptação do primeiro livro da série, Northern Lights, apesar de incorporar alguns elementos dos dois volumes seguintes.

## Série de televisão
Em novembro de 2015, o canal britânico BBC One fez uma parceria com a New Line Cinema e a Bad Wolf (ex-produtora de Doctor Who), para a adaptação da trilogia principal em uma série de TV, que seria produzida no País de Gales em oito partes iniciais. A produção da série marcou a primeira incursão da New Line na televisão britânica.
O autor Phillip Pullman falou sobre a adaptação: "nos últimos anos temos visto o quanto as histórias televisivas, tanto adaptações (como Game of Thrones) ou originais (como The Sopranos e The Wire), podem alcançar as profundezas da caracterização e picos e suspense por terem tempo de fazer os eventos terem o seu impacto adequado e das consequências se resolverem. Por todas estas razões, estou encantado com uma perspectiva televisiva de His Dark Materials. Estou especialmente satisfeito com o envolvimento de Jane Tranter, cuja experiência, imaginação e unidade são inigualáveis. Quanto à BBC, ela não tem suporte mais forte do que eu. Eu não poderia estar mais satisfeito com esta notícia." 
A série His Dark Materials estreou em 3 de novembro de 2019.